# Вазэктомия
Вазэктоми́я (лат. vas «сосуд; проток» + эктомия ← др.-греч. ἐκτομή  «вырезание, усечение») — хирургическая операция, при которой производится перевязка или удаление фрагмента семявыносящих протоков (лат. ductus deferens) у мужчин. Эта операция приводит к стерильности (неспособности иметь потомство) при сохранении половых функций. У мужчины после вазэктомии сохраняется половое поведение: либидо, эрекция, эякуляция. Но непроходимость семявыносящих протоков приводит к отсутствию в эякуляте сперматозоидов (азооспермии). Внешний вид спермы обычный. Яички сохраняют свои функции. Вазэктомию применяют в качестве средства контрацепции. В медицине обычно рекомендуется мужчинам, у которых уже есть дети и которые решили отказаться от деторождения в будущем. В ветеринарии используют для стерилизации самцов бездомных собак, которые, сохраняя половое поведение, блокируют контакт молодых нестерилизованных самцов с самками, тем самым препятствуя увеличению численности бездомных собак.
Не следует путать вазэктомию с кастрацией: при вазэктомии яички сохраняют свою эндокринную функцию.

## Обратимость вазэктомии
Хотя мужчинам, задумывающимся о вазэктомии, не рекомендуется рассматривать эту операцию как обратимую, существует процедура обратной вазэктомии. В среднем, доля успешных беременностей после проведения этой процедуры составляет около 55 % в случае, если она проведена в течение 10 лет после вазэктомии; по истечении этого срока доля успешных беременностей падает до 25 %. После обратной вазэктомии уровень сперматозоидов и их жизнеспособность обычно гораздо ниже, чем до проведения вазэктомии. Имеются данные, что мужчины, перенёсшие вазэктомию имеют более дефективную сперму — этим может объясняться тот факт, что даже хирургически успешная обратная вазэктомия далеко не всегда возвращает способность иметь детей. Более высокая доля анеуплоидии и диплоидности в клетках спермы мужчин, подвергавшихся обратной вазэктомии, может вести к более высокой доле врождённых дефектов у детей. Из этого следует, что обратная вазэктомия может дать приемлемый результат в плане рождения здоровых детей, только если сделать её в кратчайшие сроки после проведения вазэктомии, пока организм не начал вырабатывать антитела к собственным сперматозоидам, которые не могут покинуть яички естественным путем и вынужденно начинают расщепляться там же, где и создаются. Для мужского организма такое расщепление абсолютно противоестественно, так как естественное избавление от сперматозоидов происходит только путем выхода из полового члена после различного рода стимуляций и даже если таких стимуляций нет, то организм имеет резервный вариант в виде поллюций, которые человек не может контролировать.
Операция по восстановлению семявыносящих протоков в несколько раз дороже, чем вазэктомия, и мало кто может её провести ввиду того, что операция требует от врачей более высокой квалификации.

## Законодательство

### Беларусь
Гражданам и гостям Республики Беларусь стерилизация (и вазэктомия, и стерилизация женщины) разрешается с 35 лет или при наличии двух детей или при наличии медицинских показаний в возрасте старше 18 лет.
По состоянию на 2009 год этот метод контрацепции в Беларуси малопопулярен. За 2008 год в Минской области вазэктомия была проведена два раза.

### Дания
Гражданам Дании старше 25 лет стерилизация проводится по разрешению специального комитета или апелляционной комиссии. Женщинам моложе 25 лет стерилизация разрешается в случае, если беременность угрожает их жизни или здоровью. Стерилизация недееспособного может быть проведена по заявке его опекуна в вышеуказанный комитет или апелляционную комиссию.

### Казахстан
Гражданам Казахстана стерилизация (и вазэктомия, и стерилизация женщины) разрешается только при возрасте выше 35 лет или наличии 2 и более детей, или при наличии медицинских показаний. Проводить стерилизацию разрешается не только организациям здравоохранения, но и физическим лицам, занимающимся частной медицинской практикой и имеющим лицензию на осуществление данной деятельности.

### Киргизия
Гражданам и гостям Киргизии стерилизация (и вазэктомия, и стерилизация женщины) разрешается с 18 лет.

### Россия
В России медицинская стерилизация возможна только по письменному заявлению гражданина в возрасте старше 35 лет либо имеющего не менее двух детей. При наличии медицинских показаний и информированного добровольного согласия гражданина стерилизация возможна независимо от возраста и наличия детей.
Лицам, признанным недееспособными и неспособным выразить свою волю, медицинская стерилизация может быть проведена по решению суда на основании заявления законного представителя.

### Украина
Гражданам и гостям Украины стерилизация (и вазэктомия, и стерилизация женщины) разрешается с 18 лет по медицинским показаниям. Стерилизация недееспособного лица осуществляется только с согласия его опекуна.

### Швеция
Гражданам Швеции стерилизация (и вазэктомия, и стерилизация женщины) разрешается с 25 лет. В 2012 году стерилизовалось 4 800 граждан, более 2/3 из них — женщины. Цена стерилизации значительно различается в зависимости от округов страны. В большинстве округов она равна 300 шведским кронам. В 8 округах цена — 2400 крон, а на юге страны — 13 200 крон.